# Twisp
Twisp és una població dels Estats Units a l'estat de Washington. Segons el cens del 2000 tenia 938 habitants.

## Demografia
Segons el cens del 2000, Twisp tenia 938 habitants, 438 habitatges, i 258 famílies. La densitat de població era de 312,2 habitants per km².
Dels 438 habitatges en un 29,9% hi vivien nens de menys de 18 anys, en un 39,5% hi vivien parelles casades, en un 16% dones solteres, i en un 40,9% no eren unitats familiars. En el 34,7% dels habitatges hi vivien persones soles el 14,6% de les quals corresponia a persones de 65 anys o més que vivien soles. El nombre mitjà de persones vivint en cada habitatge era de 2,13 i el nombre mitjà de persones que vivien en cada família era de 2,7.
Per edats la població es repartia de la següent manera: un 24,2% tenia menys de 18 anys, un 5,3% entre 18 i 24, un 26,8% entre 25 i 44, un 26,7% de 45 a 60 i un 17,1% 65 anys o més.
L'edat mediana era de 42 anys. Per cada 100 dones de 18 o més anys hi havia 84,2 homes.
La renda mediana per habitatge era de 26.354 $ i la renda mediana per família de 31.944 $. Els homes tenien una renda mediana de 26.250 $ mentre que les dones 17.857 $. La renda per capita de la població era de 16.257 $. Aproximadament el 14,6% de les famílies i el 19,8% de la població estaven per davall del llindar de pobresa.

## Poblacions més properes
El següent diagrama mostra les poblacions més properes.